# Reflets (album de Grand Corps Malade)
Pour les articles homonymes, voir Reflets.
Albums de Grand Corps Malade
Éphémère
(2022)
Singles
1. Retiens les rêves
Sortie : 22 septembre 2023
2. Autoreflet
Sortie : 13 octobre 2023
3. À chacun sa bohème[1].
Sortie : 13 septembre 2024

Reflets est le 8e album studio de Grand Corps Malade sorti le 20 octobre 2023.
Une réédition de l'album intitulé Plus de reflets est sortie le 11 octobre 2024 avec 6 nouveaux titres dont 3 duos.

## Liste des titres
| 1.  | J'ai vu de la lumière             | 3:31 |
| 2.  | Reflets                           | 2:52 |
| 3.  | Retiens les rêves                 | 3:39 |
| 4.  | Le jour d'après                   | 3:19 |
| 5.  | Autoreflet                        | 4:49 |
| 6.  | Je serai là                       | 3:05 |
| 7.  | Rue La Fayette                    | 3:38 |
| 8.  | C'est aujourd'hui que ça se passe | 2:47 |
| 9.  | 2083                              | 3:47 |
| 10. | La sagesse                        | 3:04 |
| 11. | Deauville                         | 3:04 |
| 12. | Paroles et musique                | 3:57 |

| 1. | À chacun sa bohème                           | 2:58 |
| 2. | Saint-Denis (en musique)                     | 3:44 |
| 3. | Sauf quand je pense à toi (avec Emma Peters) | 3:30 |
| 4. | Pas besoin de grand-chose                    | 3:34 |
| 5. | Ce que j'aime (avec Nikola)                  | 3:26 |
| 6. | C'est moi qu'écris mes textes (avec MCO)     | 3:16 |